# Min vän är min, och jag är hans
Min vän är min, och jag är hans är en psalmtext, som bygger på Högan visans verser 1:2 och 2:6, där uttryck ges för relationen mellan brudgummen Jesus och sångarna. Då Bibelns texter används av olika kristna inriktningar kan samma psalminledning användas av skilda förbund med olika författare. Fredrik Engelke har författat fem 4-radiga verser med denna inledningsrad.
En använd melodi är nr 63 i Psalmer och sånger som också används till texten Vid Jesu fötter låg ock jag

## Publicerad i
- Okänd psalmbok av äldre datum där titelsida och tryckår saknas. Frakturstil. Nummer 129, på sidan 164, med titeln

"Brudgummens kärlek". Här anges inte författare och texten har fyra 8-radiga verser.
- Svenska Missionsförbundets sångbok 1894 som nr 240 under rubriken "Guds frälsande nåd. Trosvisshet.".
- Svenska Missionsförbundets sångbok 1920 nr 61 under rubriken "Guds uppenbarelse i Jesus Kristus.  A. Jesu person."
- Sions Sånger 1951 nr 133
- Sions Sånger 1981 nr 110 under rubriken "Guds nåd i Kristus".